# Flàvia Domicil·la (esposa de Vespasià)
Flàvia Domicil·la (en llatí: Flavia Domitilla), va ser la primera esposa de Vespasià abans que fos emperador. Amb ell va tenir tres fills: Tit, Domicià i Domicil·la.
Era filla de Flavi Liberal, un escriba d'un qüestor que havia nascut a Ferentino. Havia estat l'amant del cavaller romà Estatili Capel·la, natural de Sabrata, a l'Àfrica. Flàvia no tenia la ciutadania romana, però va rebre la latinitas. Va morir abans que Vespasià fos emperador igual que la seva filla Domitilla. S'han conservat diverses monedes, batudes quan ja era morta, amb la seva efigie.